# 村岡効
村岡効，日本漫畫家、插畫家。男性。出身於山口縣。妻子是漫畫家。

## 簡歷
- 廣島大學在學期間作為插畫家開始活動。
- 2004年，以獲得Young Magazine每月新人漫畫獎佳作。
- 同年，以刊登在《別冊Young Magazine（日语：月刊ヤングマガジン）》7號首次亮相。
- 2005年，以獲得第53屆千葉徹彌獎青年部門準大獎。
- 同年，以獲得第54屆YOUNG JUMP月例MANGA大獎賽（日语：MANGAグランプリ）準優秀獎。
- 2010年，在《週刊YOUNG JUMP》開始連載《傻瓜的一切》[3]。
- 2012年，從《Big Comic Spirits》第19號開始連載《宗夏（日语：むねあつ）》[4]。
- 2013年，從《週刊少年Champion》38號開始連載[5]。
- 2016年，從《週刊少年Champion》12號開始短期集中連載[6]。
- 2018年，從《週刊少年Champion》47號開始連載《再得一勝！》[7]。2021年7月，宣布製作電視動畫[8]。

## 作品列表

### 連載
- 傻瓜的一切（《週刊YOUNG JUMP》2010年23號[3]－2011年15號[9]，全4冊）
- 宗夏（日语：むねあつ）（《Big Comic Spirits》2012年19號[4]－28號，全1冊）
- （《Elegance Eve（日语：Eleganceイブ）》2013年3月號[10]－5月號，原作：石井光太（日语：石井光太），全1冊）－短期集中連載[10]。
- （《週刊少年Champion》2013年38號[5]－2015年1號，全7冊）
- （《週刊漫畫Goraku（日语：週刊漫画ゴラク）》－2015年4月3日號[11]，不定期連載，全1冊）
- （《週刊少年Champion》2016年12號[6]－15號，全1冊［僅限電子書］）－短期集中連載[6]。
- （《WEB Comic Action（日语：WEBコミックアクション）》2016年，原作：工藤晉，全1冊[12]）
- 再得一勝！（《週刊少年Champion》2018年47號[7]－連載中，已出版22冊（截至2023年2月8日））

### 短篇
- （《別冊Young Magazine》2004年7號）※「村岡優」名義。
- （《別冊Young Magazine》2005年13號）※「村岡優」名義。
- （《週刊YOUNG JUMP》2006年12號、2007年13號）※「村岡優」名義。
- （《週刊Young Magazine》2007年52號、2008年9號、同年12號、同年15號、《別冊Young Magazine》2008年26號）※「村岡優」名義。
- （《YOUNG JUMP增刊漫革Rookies（日语：漫太郎#2008年度版）》2006年12號、2007年13號）※「村岡優」名義。
- （《月刊YOUNG JUMP（日语：月刊ヤングジャンプ）》2008年12月號）
- （《Young King（日语：ヤングキング） α 新不良聖書》，2011年）
- Real Range（《Young King》2011年22號[13]）
- （《Princess GOLD》2015年9月號，「少女漫畫搞笑&喜劇節」企劃[14]）

### 其它
- （2013年5月15日發行[15]）－特別投稿[15]
- 《週刊少年Champion》創刊50週年紀念祝福評論投稿（《週刊少年Champion》2019年33號[16]）
- 刃牙系列30週年紀念企劃慶祝插圖（《週刊少年Champion》2021年44號[17]）

## 活動
- 2011年4月7日與5月12日，出演niconico直播節目[18][19]。
- 2012年7月15日，參加在東京科學技術館舉辦的T卹直銷活動「T卹Love Summit Vol.20“Spark”」的肖像速寫攤位[20]。

## 外部連結
- 村岡効的X（前Twitter） （日語）